# Kedoschim

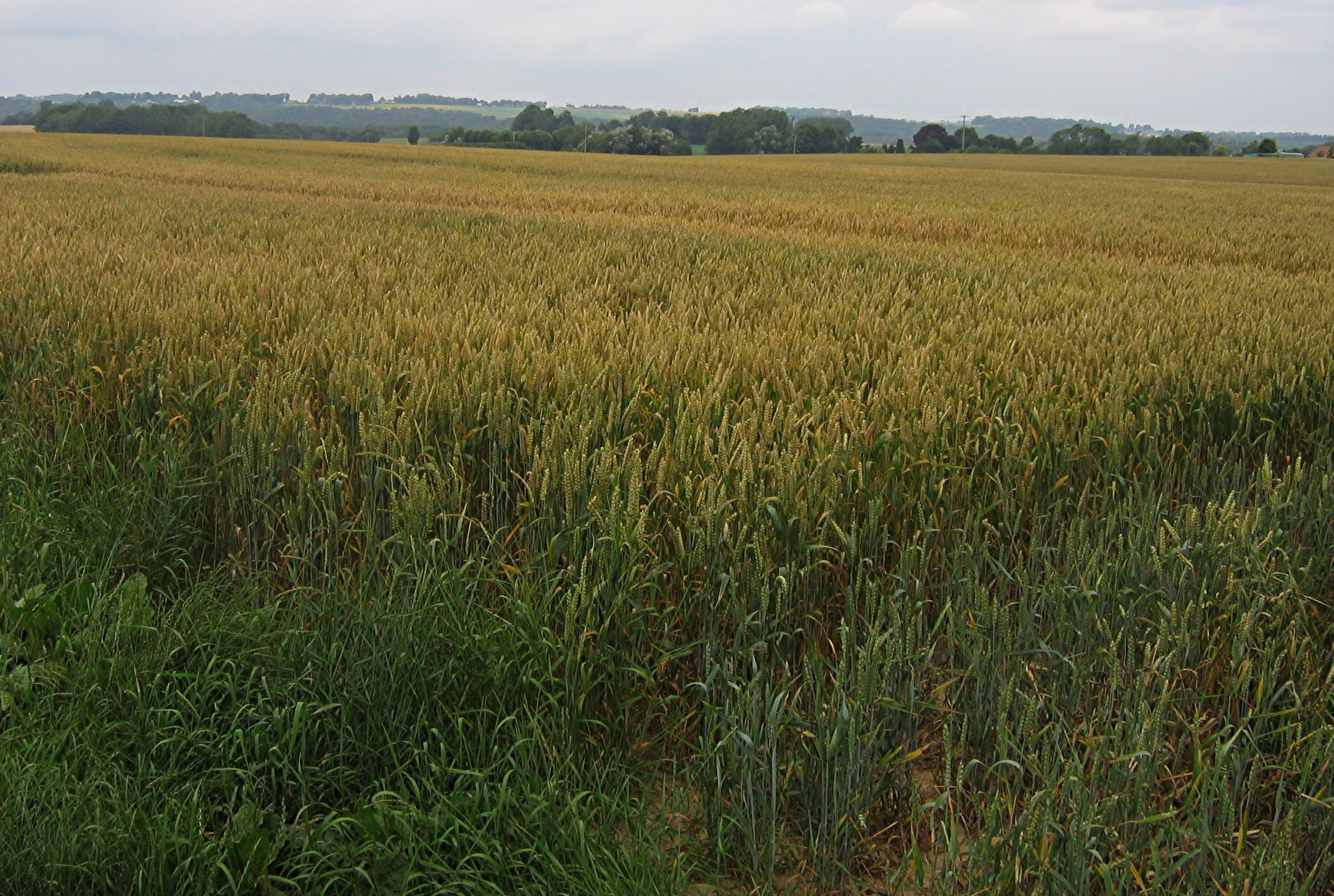
„…sollt ihr das Feld nicht bis zum äußersten Rand abernten.“ (Lev 19,9 EU)

Kedoschim (Biblisches Hebräisch קְדֹשִׁים ‚Heilige‘) bezeichnet einen Leseabschnitt (Parascha oder Sidra genannt) der Tora und umfasst den Text Leviticus/Wajikra 19–20 (19 , 20  – ELB-Links: 19 , 20 ).
Es handelt sich um die Sidra des 4. Schabbats im Monat Nisan oder des 1. Schabbats im Monat Ijjar oder, wenn mit Achare Mot verbunden, des 2. Schabbats im Monat Ijjar.

## Wesentlicher Inhalt
- Verschiedene Sittengesetze und Ritualvorschriften
- Gebot der Ehrfurcht gegenüber den Eltern, der Beachtung des Schabbats, Friedensopferfleisch nicht länger als zwei Tage zu essen
- Gebot der Ackerecke (Pea), Verbot der Nachlese
- Verbot des Diebstahls, der Lüge, des Falschschwörens, der Zurückhaltung des Arbeitslohnes
- Verbot, dem Tauben zu fluchen, dem Blinden ein Hindernis in den Weg zu legen, der Bevorzugung des Wohlhabenden vor Gericht, der Verleumdung, der unterlassenen Hilfe gegenüber dem Nächsten
- Gebot der Nächstenliebe
- Verbot der Mischung verschiedener Tierarten, der Bestellung des Ackers mit verschiedenen Saaten, von Mischgeweben (Kilajim)
- Schuldopfer wegen Geschlechtsverkehrs mit einer verheirateten Sklavin
- Verbot, Früchte neu gepflanzter Bäume in den ersten Jahren zu verzehren
- Verbot von Blutzauber, Wahrsagerei und Totenbeschwörung
- Verbot der Rundscherung des Schädels, der Vernichtung der Bartecken, von Einschnitten und Tätowierungen, der Verführung der Tochter zur Unzucht
- Gebot der Ehrfurcht vor alten Menschen, der Fremdenliebe, des richtigen Gewicht und Masses
- Verbot des Molochdienstes
- Todes- und andere Strafen für geschlechtliche Vergehungen

## Haftara
Die zugehörige Haftara ist nach aschkenasischem Ritus Amos 9,7–15  ,
nach sephardischem Ritus Ezechiel 20,2–20  .